# Ian Beckles
Pour les articles homonymes, voir Beckles.
 (janvier 2024).
La mise en forme du texte ne suit pas les recommandations de Wikipédia : il faut le « wikifier ».
Les points d'amélioration suivants sont les cas les plus fréquents. Le détail des points à revoir est peut-être précisé sur la page de discussion.
- Les titres sont pré-formatés par le logiciel. Ils ne sont ni en capitales, ni en gras.
- Le texte ne doit pas être écrit en capitales (les noms de famille non plus), ni en gras, ni en italique, ni en « petit »…
- Le gras n'est utilisé que pour surligner le titre de l'article dans l'introduction, une seule fois.
- L'italique est rarement utilisé : mots en langue étrangère, titres d'œuvres, noms de bateaux, etc.
- Les citations ne sont pas en italique mais en corps de texte normal. Elles sont entourées par des guillemets français : « et ».
- Les listes à puces sont à éviter, des paragraphes rédigés étant largement préférés. Les tableaux sont à réserver à la présentation de données structurées (résultats, etc.).
- Les appels de note de bas de page (petits chiffres en exposant, introduits par l'outil «  Source ») sont à placer entre la fin de phrase et le point final[comme ça].
- Les liens internes (vers d'autres articles de Wikipédia) sont à choisir avec parcimonie. Créez des liens vers des articles approfondissant le sujet. Les termes génériques sans rapport avec le sujet sont à éviter, ainsi que les répétitions de liens vers un même terme.
- Les liens externes sont à placer uniquement dans une section « Liens externes », à la fin de l'article. Ces liens sont à choisir avec parcimonie suivant les règles définies. Si un lien sert de source à l'article, son insertion dans le texte est à faire par les notes de bas de page.
- La présentation des références doit suivre les conventions bibliographiques. Il est recommandé d'utiliser les modèles {{Ouvrage}}, {{Chapitre}}, {{Article}}, {{Lien web}} et/ou {{Bibliographie}}. Le mode d'édition visuel peut mettre en forme automatiquement les références.
- Insérer une infobox (cadre d'informations à droite) n'est pas obligatoire pour parachever la mise en page.

Pour une aide détaillée, merci de consulter Aide:Wikification.
Si vous pensez que ces points ont été résolus, vous pouvez retirer ce bandeau et améliorer la mise en forme d'un autre article.
 (janvier 2024).
 (janvier 2024).
Ian Harold Beckles, né le 20 juillet 1967 à Montréal, est un joueur de football américain, opérant au poste d'Offensive guard d'origine canadienne qui a joué neuf saisons dans la Ligue nationale de football (NFL). Il est le joueur natif du Québec qui a été partant pour son équipe le plus de saisons dans l’histoire de la NFL (9) avec 121 départs (match débuté en tant que titulaire).

## Jeunesse et carrière universitaire
La famille de Beckles émigre au Canada en 1964. Sa mère, décédée au début de 2009, est originaire de l'état de Guyana, tandis que son père est originaire de l'île de Trinité. Beckles grandit avec sa mère dans une maison monoparentale à Dollard-des-Ormeaux et joue au hockey et au baseball dans sa jeunesse (parmi ses amis se trouve le futur arrière latéral de la NFL et coéquipier chez les Buccaneers de Tampa Bay Alonzo Highsmith). Après avoir excellé au football à l'école secondaire, Beckles va jouer au football collégial junior au Waldorf College de Forest City (Iowa), remportant les honneurs de toutes les conférences lors de sa deuxième saison.
Beckles rejoint ensuite l'université de l'Indiana et devient un garde hors pair au cours de la saison 1989, sa seule comme partant. Au cours de la dernière année de Beckles, Indiana a l'une des meilleures attaques au sol au football universitaire américain (214,5 verges par match). Beckles bloque pour le futur quart-arrière de la NFL Trent Green et les porteurs de ballon Vaughn Dunbar (un choix de première ronde de la NFL) et Anthony Thompson (football américain) (qui remporte le prix Maxwell du joueur de l'année en 1989). Beckles attire l'attention des dépisteurs de la NFL lorsqu'ils viennent évaluer son coéquipier Thompson. 

## Carrière de footballeur professionnel
Après sa carrière à Indiana, Beckles est repêché au cinquième tour du repêchage de la NFL en 1990, au premier tour du repêchage de la LCF en 1990, et commence immédiatement à jouer pour les Buccaneers de Tampa Bay à la garde droite. 
Beckles devient un pilier au cours de ses sept saisons avec les Bucs, portant le numéro 62. Il est titulaire pendant 97 matchs et récupère 5 échappées.
En 1997, Beckles signe un contrat comme agent libre avec les Eagles de Philadelphie. Il y joue 24 matchs en deux saisons, récupérant quatre échappées (fumbles).
En 1999, il signe un contrat comme agent libre avec les Jets de New York mais est libéré avant le début de la saison quant l'équipe décide de ne pas lui garantir un poste comme partant.